# Iron Man (jeu vidéo)
Pour les articles homonymes, voir Iron Man.
 (septembre 2017).
Si vous disposez d'ouvrages ou d'articles de référence ou si vous connaissez des sites web de qualité traitant du thème abordé ici, merci de compléter l'article en donnant les références utiles à sa vérifiabilité et en les liant à la section « Notes et références ».
Iron Man est un jeu vidéo d'action développé par Secret Level et édité par Sega sur Windows, PlayStation 3, Xbox 360, Nintendo DS et PlayStation Portable le 2 mai 2008. Parallèlement, Artificial Mind & Movement a développé une autre version pour la Wii et la PlayStation 2,.
Le jeu est une adaptation dérivée du film éponyme, sorti le même jour aux États-Unis.

## Doublage

### Voix originales
- Robert Downey Jr. : Tony Stark / Iron Man
- Terrence Howard : James Rhodes
- Shaun Toub : Ho Yinsen